# І на камінні ростуть дерева
«І на камінні ростуть дерева» (нор. Dragens fange / Полонений дракона) — радянсько-норвезький пригодницький фільм-легенда за першою частиною повісті Юрія Вронського «Незвичайні пригоди Кукші з Домовичів». Спільне виробництво Кіностудії ім. М. Горького і норвезької кінокомпанії «Norsk Film A/S» за участю компанії «Совінфільм». Режисери — Станіслав Ростоцький і Кнут Андерсен.
Фільм вийшов у прокат у 1985 році, в СРСР його подивилося 19,9 мільйонів глядачів (18 місце за підсумками року).

## Сюжет
Дія фільму відбувається за часів завойовницьких походів вікінгів, приблизно у 860 році. Загін норвезьких вікінгів на чолі з Торіром і Ейнаром нападають на село ільменських словен, де всі чоловіки загинули в бою з данами.
Недосвідчений, але відважний Кукша вступає в сутичку з кращим воїном дружини Сігурдом. Той бачить у Кукші лише хорошого трелля (раба), але мудрий ватажок Торір вважає, що з хлопця вийде хороший воїн. Він велить двом дружинникам доставити його на корабель вікінгів.
Загін Торіра потрапляє в пастку, влаштовану конунгами данів Атлі і Ацуром, як командують  великим загоном на двох кораблях.
Першим гине Ейнар, убитий Ацуром списом у спину. Розлючений Торір надягає кольчугу, віддавши наказ про атаку. Поки противники метають один в одного списи та сокири, тямущий Кукша закидає другий корабель данів палаючої смолою, приготовленою для ремонту норвезького драккара, тим самим позбавивши данців вирішальної переваги. Берсерк Сігурд вбиває Атлі і багатьох його воїнів, а потім рятує життя Кукші. Тим часом Торір у поєдинку розправляється з Ацуром. Віддавши шану загиблим соратникам, норвежці відправляються на батьківщину. Втративши племінника Ейнара, і не маючи дітей, Торір усиновляє слов'янина Кукшу під ім'ям Ейнар Щасливий.
На зимівлю вікінги зупиняються в селищі своїх земляків, яким керує конунг Олав. Тут у Кукшу закохується дочка конунга Сігню, рука якої давно обіцяна Сігурду, кращому бійцеві в дружині Торіра. Але Сігурд — берсерк, незалежний і вкрай примхливий воїн, що не влаштовує владну і заповзятливу мати Сігню і Гаральда — Тюру.
Тюра хоче, щоби чоловіком Сігню став Кукша, що потоваришував з юним Гаральдом. Чужинець спритний, кмітливий, гарний собою і неймовірно, на думку норвежців, що полонили його, щасливий. В ім'я цього їхня матір Тюра і брат дівчини Гаральд йдуть на підступні інтриги. Зокрема Гаральд звернувся до чаклунки, що дала йому порошок для вбивства Сігурда. Новонаречений Ейнар (Кукша) замінив небезпечний порошок на звичайний попіл, щиро вважаючи таке вбивство нечесним і маючи намір перемогти Сігурда в поєдинку. Тюра ж дає вказівку двом озброєним воїнам напасти на п'яного і беззбройного Сігурда, як тільки він вийде на темну вулицю. Сігурд убив одного з нападників його ж мечем, а дружина Торіра була змушена покинути гостинний берег. Торір планує забрати Сігурда, який ховається в лісі, за межами села. Брат Сігню Гаральд намагається підступом, а потім і силою утримати Кукшу. У результаті гине дружинник Оттар, а Кукшу обеззброюють і зв'язують. Потім Сігню за допомогою вченого раба-візантийця Левіуса допомагає втекти коханому. На очах у Торіра і його дружини Гаральд смертельно поранив Левіуса. Сігню повертає Кукші його ножа і в сльозах прощається з ним. Сігурд, що ховається від відплати за вимушене вбивство, зустрічає Сігню в лісі, де вона йому зізнається, що любить Кукшу. У результаті перепалки Сігню гине від меча Сігурда. Гаральд з воїнами знаходять мертву дівчину і збожеволілого від горя Сігурда.
Торір і Кукша відпливають на схід, до Гардаріки, де Торір збирається залишити розбійницький промисел і зайнятися торгівлею, а Кукша планує втечу на батьківщину.

## У ролях
- Олександр Тимошкин —  Кукша/Ейнар
- Петронелла Баркер — Сігню
- Тур Стоккее —  Торір
- Тургейр Фоннлід — Сігурд
- Джон Андерсен —  Гаральд
- Лісе Ф'єльстад —  Тюра
- Віктор Шульгін —  Олав
- Михайло Глузський —  Левіус/«Лисий»
- Пер Сундерланн —  Гутторм
- Валентина Титова —  мати Кукші
- Василь Кравцов —  дід
- Віра Панасенкова —  сестра Кукші
- Валерій Классен —  Ейнар
- Тетяна Сурначова —  рабиня
- Олена Озерцова —  Інгрід, чаклунка
- Микола Карпов —  Отар
- Валерій Лисенков —  Атлі

## Знімальна група
- Режисери — Станіслав Ростоцький, Кнут Андерсен
- Сценаристи — Олександр Александров, Станіслав Ростоцький, Геннадій Шумський
- Композитор — Егіл Монн-Іверсен
- Оператор — В'ячеслав Шумський
- Художник-постановник — Сергій Серебреніков